# Sur (Syria)
Sur (arab. صور) – wieś w Syrii, w muhafazie Dara. W 2004 roku liczyła 924 mieszkańców.